# Rudolf Hahn (Industrieller)

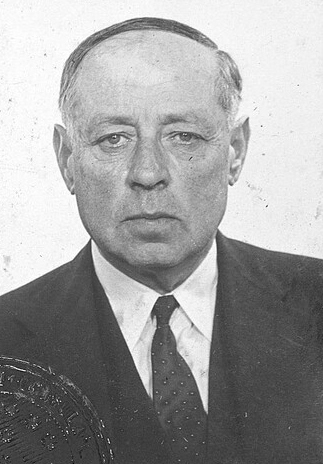
Rudolf Hahn, Passfoto aus den frühen 1960er Jahren.

Rudolf Hahn war ein deutscher Industrieller. Er wurde am 28. März 1897 in Berlin geboren, emigrierte 1938 nach England und starb im Alter von 67 Jahren am 12. Juli 1964 in Lexton House, Middleton Cheney, Bambury, Oxon.

## Elternhaus

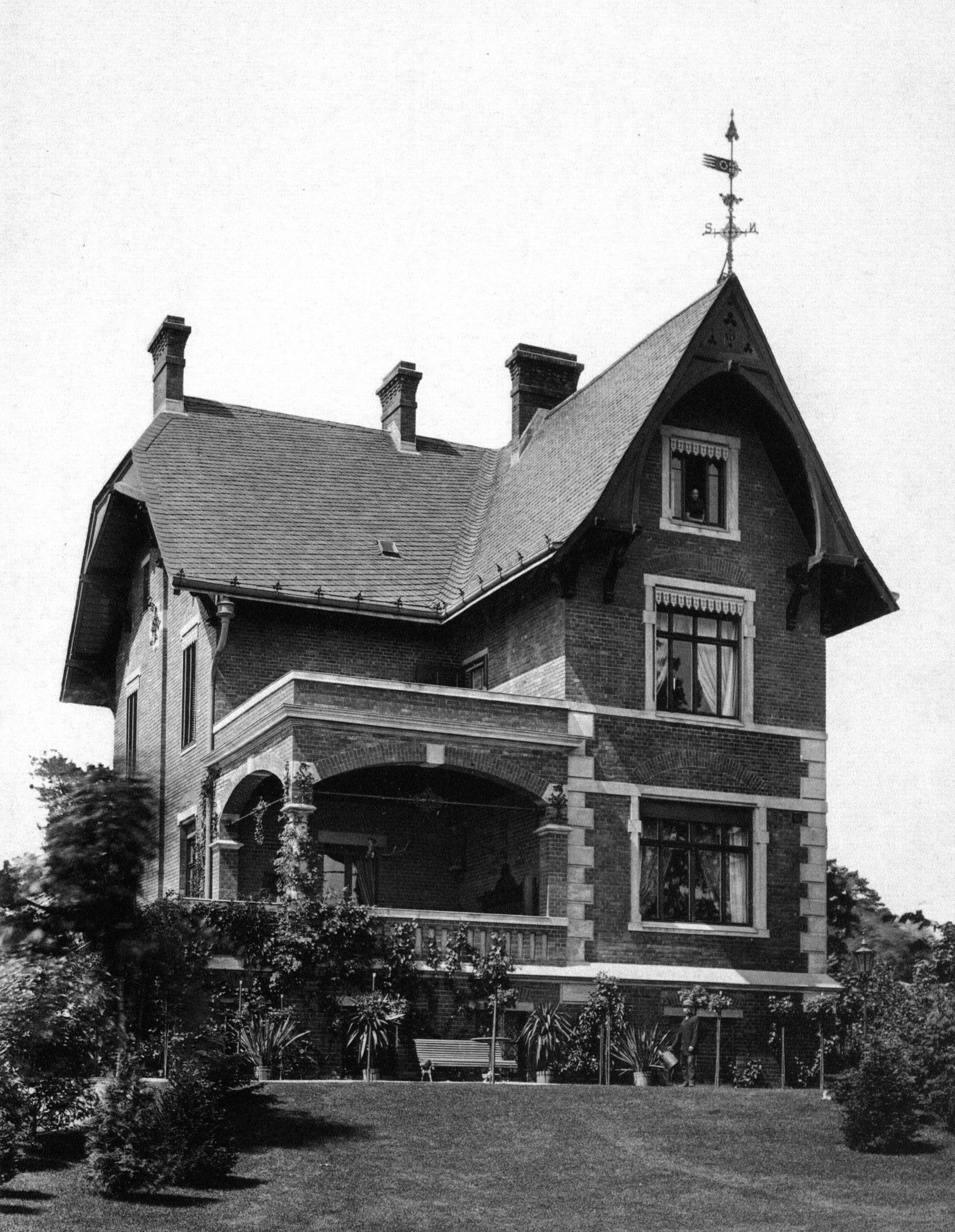
Rudolf Hahns Elternhaus, ursprünglich 1888 für Eduard Puls gebaut

Rudolf Hahns Eltern waren der jüdische Großindustrielle Oskar Hahn und die aus wohlhabender jüdischer Familie stammende Charlotte Hahn, geborene Landau (1865–1934). Sein Großvater war Albert Hahn, der die Stahl- und Walzwerke Hahnsche Werke AG gründete, die Produktionsstandorte in Düsseldorf-Oberbilk, Duisburg-Großenbaum, Moskau Sankt Petersburg, im österreichisch-schlesischen Oderberg (heute Bohumín in Tschechien) und in Jekaterinoslaw (Ukraine) gegründet hatte. Rudolfs ältere Brüder waren Kurt Hahn und Franz Hahn.
Rudolf wuchs mit seinen Brüdern in der Villa mit der Adresse „Bergstraße 2“ in Berlin-Wannsee auf. Das Haus in der Colonie Alsen am linken Wannseeufer hatte der Vater Oskar Hahn 1898 von dem bedeutenden Berliner Schlosser und Kunstschmied Eduard Puls erworben.

## Jugend
Rudolf war ein Naturbursche, der sich gern im Freien aufhielt, gärtnerte, jagte und Segelregatten fuhr. Sein Spitzname war „Rudo“.

## Beruflicher Werdegang

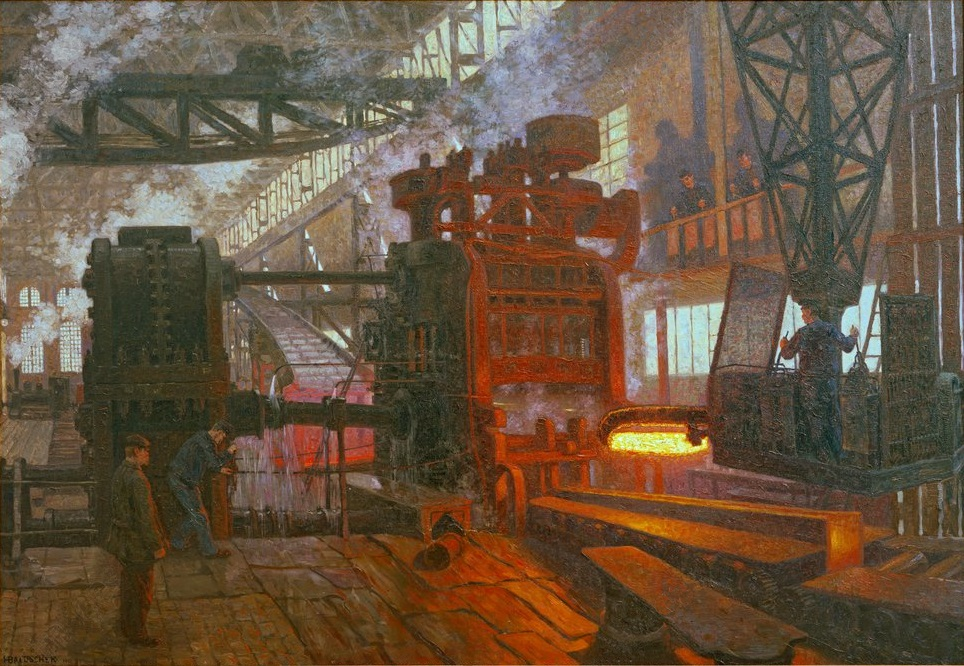
Hans Baluschek: Eisenwalzwerk Hahn’sche Werke in Grossenbaum bei Duisburg (1910)

Einzelheiten zum Schulbesuch und zu einem Studium von Rudolf Hahn sind nicht bekannt. Er arbeitete zunächst als Volontär in der Devisenabteilung der Bank M. M. Warburg in Hamburg, wodurch er seine spätere Frau Lola Hahn-Warburg kennenlernte. Nach dem Volontariat trat er in das Familienunternehmen Hahnsche Werke ein, dessen Seniorchef sein Onkel Georg (1864–1953) war. Rudolf war im Sommer 1922 in Angermund, einem Nachbarort von Großenbaum gemeldet. Das Haus Angermund 105 1/4 gehörte seit Anfang 1922 seinem Bruder Franz. Beide Brüder waren zu dieser Zeit im Großenbaumer Werk der Hahns tätig. Während Franz als Ingenieur später in Berlin ein Beratungsbüro mit dem Schwerpunkt Analyse und Optimierung von Arbeitsabläufen gründete, war Rudolf bis 1938 Mitglied des Vorstands der Hahnschen Werke.

## Heirat und eigene Familie
Rudolf Hahn heiratete 1931 Lola Warburg (1901–1989). Aus der Ehe gingen die Kinder Oskar und Benita hervor.

## Arisierung der Unternehmen der Familie Hahn
Bei der Arisierung des Familienunternehmens Hahnsche Werke tobte eine regelrechte Schlacht. In seinem Versuch die jüdischen Inhaber zu vertreiben fand Hermann Göring schon 1932 in Friedrich Flick einen Mittäter. Dieser versuchte auf der Suche nach Roheisen für seine Stahlwerke das Hochofenwerk Lübeck in seinen Besitz zu bringen, an dem die Hahnschen Werke beteiligt waren. In innerbetrieblichen Aktennotizen ließen Flick-Mitarbeiter erkennen, wie sehr sie es befriedigte, dass drohende Reden hochgestellter Nationalsozialisten Unternehmerfamilien wie die Hans oder Warburgs in Unruhe versetzten.
Mit der Unterstützung von Hermann Göring konnte Flick massiven Druck ausüben, um ein Ziel, den Erwerb des Hochofenwerks Lübeck, zu verwirklichen. Zu dieser Vorgehensweise sagte Rudolf Hahn, während des Nürnberger Prozesses: „Uns [den Inhaberfamilien] drohte die Haverhaftung und die Einweisung in ein Konzentrationslager.“ Im Januar 1938 kaufte Flick mit fünfzigprozentigem Notverkaufsnachlass die im Besitz der Familie Hahn und der Bank M. M. Warburg befindlichen Anteile des Hochofenwerks Lübeck. Die andere Hälfte erwarb die Mannesmann AG. Die Hahns erhielten 3, 4 Millionen Reichsmark, die in London in Devisen fällig waren. Da die Familie Hahn die Hahnschen Werke unbedingt behalten wollten, hatte Rudolf Hahn eine „Schutzerklärung“ erreicht, indem er zusicherte, den Erlös aus dem Aktienverkauf in das Großenbaumer Werk zu investieren. Tatsächlich erhielt er aus Berlin diese „Schutzerklärung“, die aber kurze Zeit später vom Reichswirtschaftsministerium als gegenstandslos angesehen wurde. Als das Großenbaumer Werk von Rohstofflieferungen abgeschnitten werden sollten, musste die Familie Hahn es ebenfalls unter Wert an die Mannesmann-Röhrenwerke verkaufen. Aus Sicht des Mannesmann-Konzerns war die Übernahme zu vergleichsweise fairen Bedingungen in Verhandlungen erfolgt. Verhandlungspartner war der Mannesmann-Vorstandsvorsitzende Wilhelm Zangen. Es wurde der der Familie Hahn gestattet, immerhin 25 Prozent des Erlöses ins Ausland mitzunehmen. Das gehörte zu den ganz seltenen Ausnahmen der Arisierung jüdischer Betriebe in der NS-Zeit.

## Emigration
Rudolf und Lola Hahn hatten nach dem Verkauf der Familienunternehmen die Möglichkeit, sich im Ausland ein neues Leben aufzubauen. Sie blieben aber zunächst noch in Deutschland, u. a. weil sie die Bedrohung für Leib und Leben durch die Nazis verkannten. Doch im September 1938 verließ das Ehepaar Hahn mit seinen beiden Kindern Berlin. Sie flogen nach London, in derselben Maschine saß zufällig auch der Flick-Anwalt Otto Steinbrinck, der sich eine letzte sadistische Bemerkung den Hahns gegenüber nicht verkneifen konnte: „Sie haben Glück gehabt, dass Sie überhaupt noch rauskommen.“
Rudolf und Lola verhalfen aus ihrem Exil in London zahlreichen Familienangehörigen zur Flucht aus Deutschland. Lola hatte im November 1938 den britischen Innenminister Der Innenminister Samuel Hoare davon überzeugt, jüdische Kinder ohne Pässe nach England einreisen zu lassen. So konnte zwischen November 1938 und August 1939 tausenden Kindern aus Deutschland, Österreich und der Tschechoslowakei das Leben gerettet werden. Rudolf und Lola Hahn lebten bis zu ihrem Tod in England.

## Restitution
1952 bekam die Familie Hahn im Restitutionsverfahren zur Wiedergutmachung 55 Prozent der Aktien der Hahnschen Werke zurück. Der andere Teil verblieb bei Mannesmann; Wilhelm Zangen war noch immer Vorstandsvorsitzenden von Mannesmann. In Zeiten des Wirtschaftswunders profitierten auch die Hahnschen Werke von der wachsenden Stahlnachfrage. 1958 erwarb Mannesmann die Firmenanteile der Familie Hahn. Als Rudolf Hahn 1964 starb, schaltete Mannesmann eine Todesanzeige für den Mann, „der dem Unternehmen über die Hahnschen Werke eng verbunden war.“